# El Socorro, Oaxaca
El Socorro är en ort i Mexiko.   Den ligger i kommunen Santiago Tilantongo och delstaten Oaxaca, i den sydöstra delen av landet, 300 km sydost om huvudstaden Mexico City. El Socorro ligger 2 116 meter över havet och antalet invånare är 112.
Terrängen runt El Socorro är huvudsakligen kuperad, men åt nordväst är den bergig. Runt El Socorro är det ganska glesbefolkat, med 24 invånare per kvadratkilometer. Närmaste större samhälle är San Pedro Tidaá, 8,3 km norr om El Socorro. Trakten runt El Socorro består i huvudsak av gräsmarker.